# Leonardo da Vinci Campus
Der Leonardo-da-Vinci-Campus (LDVC) ist eine Privatschule in Trägerschaft der Da-Vinci-Campus Nauen gGmbH und liegt in Nauen (Brandenburg). Die Schule wurde 1995 gegründet und beinhaltet ein internationales Ganztagsgymnasium, eine Gesamtschule, eine  Ganztagsgrundschule, ein Internat, eine Kindertagesstätte und einen Hort.
Die Schule ist Mitglied im Schulverbund Blick über den Zaun, einem Zusammenschluss reformpädagogisch orientierter Schulen.
Das Einzugsgebiet der Schule ist Berlin und Brandenburg, durch das angegliederte Internat wird jedoch auch Schülern außerhalb dieser Bundesländer der Schulbesuch ermöglicht. Für den Schulbesuch ist ein monatliches vom Einkommen abhängiges Schulgeld zu entrichten.

## Schul- und Unterrichtsprinzip
Der Leonardo-da-Vinci-Campus ist eine Ganztagsschule. Die Kernunterrichtszeit ist von 8:15 Uhr bis 15:30 Uhr. Der Unterricht wird in Doppelstunden zu 90 Minuten abgehalten. Zwischen den Unterrichtsblöcken befinden sich Pausen zwischen 10 und 45 Minuten. Während der Mittagspause besteht die Möglichkeit, in der Mensa zu essen und zusätzlich an freiwilligen Arbeitsgemeinschaften oder am Förderunterricht teilzunehmen. Außerhalb der Schulzeit können Musik-, Theater- und Sport-Arbeitsgemeinschaften (AGs) besucht werden.
Die Möglichkeit, das Gymnasium bereits ab der fünften Klasse zu besuchen, besteht durch die Sprachspezialklassen, in denen die Schüler in einigen Fächern bilingual unterrichtet werden. Für diese Schüler besteht die Möglichkeit, Teile des Abiturs in englischer Sprache abzulegen.
Neben und im Unterricht findet eine Berufsvorbereitung durch mehrere Betriebspraktika zwischen der achten und 12. Klasse und regelmäßige Berufsinformationsabende statt.

## Geschichte
Am 4. Juni 1994 wurde der Verein Die Neue Schule Nauen e. V. durch acht Gründungsmitglieder gegründet. Ziel des Vereins war der Aufbau und die Eröffnung des Freien Gymnasiums Nauen. Am 4. November 1995 wurde das Freie Gymnasium Nauen mit 40 Schülern in den Klassenstufen 7, 8 und 9 und fünf Lehrern eröffnet, nachdem das erste Gebäude gebaut war. 1996 folgte die staatliche Anerkennung der Sekundarstufe I und die Verdopplung der Schülerzahl. 1997 wurde die Sekundarstufe II eröffnet. Das Richtfest des zweiten Gebäudes fand 1998 statt, die Eröffnung des Internats erfolgte 1999.
2000 wurden die ersten Abiture vergeben, nachdem die Schule die staatliche Anerkennung des Gymnasiums erhielt. 2002 wurde die Kreativitätsgrundschule eröffnet, die im Februar 2003 in das neu erbaute dritte Gebäude einzog. Seit 2004 ist das Freie Gymnasium Nauen Mitglied des Club of Rome und des Paritätischen Wohlfahrtsverbandes. Im Jahr 2005 erfolgten der Neubau eines vierten Gebäudes und die einheitliche Umbenennung in Leonardo-da-Vinci-Campus. 2006 wurde das zweite Internatsgebäude eröffnet. 2007 erwarb die Schule ein leerstehendes Autohaus und baute es in eine Mensa um, die im Januar 2008 eröffnet wurde. Im Jahr 2018 wurde vor dem Sekretariatsgebäude ein  Theater- und Kreativzentrum mit eigenem kleinen Bühnenbereich errichtet. 2020 wurde eine neue Turnhalle errichtet, die das Bildungs- und Sportangebot des Campus ergänzt.

## Schulleitung und -typen am Campus
Der Campus besteht aus einer Grundschule, Gesamtschule und einem Gymnasium. Ergänzt werden diese durch den Hort, Kindergarten und Internat.
| Campusleitung | Irene Petrovic-Wettstädt |
| Gymnasium     | Carolin Luther           |
| Gesamtschule  | Anica Petrovic-Wriedt    |
| Grundschule   | Michaela Stachowiak      |
| Hort          | Corinna Grütz            |
| Kindergarten  | Corinna Grütz            |
| Internat      | Timo Insel               |

## Auszeichnungen
Die Leonardo da Vinci Campus Schule wurde 2018 von der Robert Bosch Stiftung unter die besten 20 Schulen in Deutschland gewählt.